# Medgyesbodzás
Medgyesbodzás là một thị trấn thuộc hạt Békés, Hungary. Thị trấn này có diện tích 31,67 km², dân số năm 2010 là 1067 người, mật độ 34 người/km².